# Alain Dubuc
Alain Dubuc est un chroniqueur, éditorialiste et économiste libéral.

## Biographie
Son père est le journaliste Carl Dubuc.
Il reçoit une formation en économie à l'Université de Montréal, où il obtient une maîtrise. Il fait du journalisme d'affaires depuis 1976 et il est chroniqueur financier depuis 1981.
Dubuc écrit des éditoriaux depuis 1988. Il a été éditorialiste pour Le Soleil et La Presse. Il est aussi membre du Cercle Canadien de Montréal.
Dubuc est également présent à la télévision québécoise et il a publié des articles dans Time Magazine sur les fins du Parti québécois.
Dubuc est administrateur en règle d’une firme de cannabis
.
Il est un défenseur de la privatisation des services publics entre autres dans le domaine de la santé,.

## Ouvrages publiés
- Simple comme l’économie, 1987
- Dialogue sur la démocratie au Canada, 2003
- Éloge de la richesse, 2006
- À mes amis souverainistes, 2008
- Les démons du capitalisme Pourquoi la crise et comment s'en sortir, 2009
- Portrait de famille: 14 vrais ou faux mythes québécois, 2014

## Honneurs
- Prix Hyman-Solomon (pour l’excellence journalistique) 2008 (http://www.ppforum.ca/fr/testimonialdinner/pasthysolomonawardwinners.asp)
- Prix du livre d'affaires de HEC Montréal, 2007 (http://www2.hec.ca/manchettes/2007/2007040.html)
- Prix du concours canadien de journalisme pour un éditorial, 1999
- Prix annuel du Conseil du patronat du Québec
- Prix de la Fondation québécoise d'éducation économique
- Prix national dans le domaine des affaires: catégorie éditorial
- Officier de l'Ordre du Canada, 2011[5]